# Transportmotorwagen
Ein Transportmotorwagen ist gemäss Schweizerischem Recht ein motorbetriebenes Fahrzeug, das zum Personen- oder Sachentransport oder zum Ziehen von Anhängern eingesetzt wird (Art. 11 und Art. 12 VTS).
Dabei wird im Schweizerischen Recht (Art. 11 VTS) zwischen Sachentransportmotorwagen und Personentransportmotorwagen unterschieden:
- Ein Sachentransportmotorwagen ist ein Motorwagen, der Sachen transportiert. Dazu gehören Lieferwagen (EG-Fahrzeugklasse N1 gemäss Art. 12 VTS), Lastwagen und Sattelschlepper (Klasse N2 und N3). Motorwagen, deren Aufbau als Nutzraum dient, beispielsweise einen Imbissstand mit Rädern, ein Verkaufsbus usw. gehören ebenfalls in diese Kategorie.
- Ein Personentransportwagen ist ein Motorwagen für den Personentransport. Das beinhaltet Personenwagen (Klasse M1), Kleinbusse (Klasse M2) und Gesellschaftswagen (Klasse M3). Bei Wohnmobilen gilt: Falls mindestens 75 % des Volumens inkl. Führer- und Gepäckraum sowohl für den Personentransport wie auch als Wohnraum verwendet werden kann, so sind sie als Wohnmotorwagen Personentransportmotorwagen gleichgestellt.